# Caridina glaubrechti
Caridina glaubrechti, hay còn gọi là tép Sulawesi red orchid, là loài tôm nước ngọt đặc hữu ở phía tây của Hồ Towuti trên đảo Sulawesi của Indonesia. Nó được đặt tên để vinh danh Nhà động vật học người Đức Matthias Glaubrecht.

## Môi trường sống và sinh thái
C. glaubrechti chủ yếu được tìm thấy ở những vùng nước nông, nơi nó sống trên đá và chất nền cứng.

## Các mối đe dọa
Giống như nhiều loài tôm ở các hồ tại Sulawesi,  C. glaubrechti phải đối mặt với một số mối đe dọa, bao gồm các loài săn mồi ngoại lai, tình trạng ô nhiễm và sự tàn phá các tuyến đường thủy để sản xuất thủy điện.